# Agelena labyrinthica
L'Agelena labyrinthica Clerck, 1757 è una specie di ragno della famiglia Agelenidae. È una specie diffusa in Europa e il suo areale si estende fino all'Asia centrale e orientale. 

## Diffusione e habitat

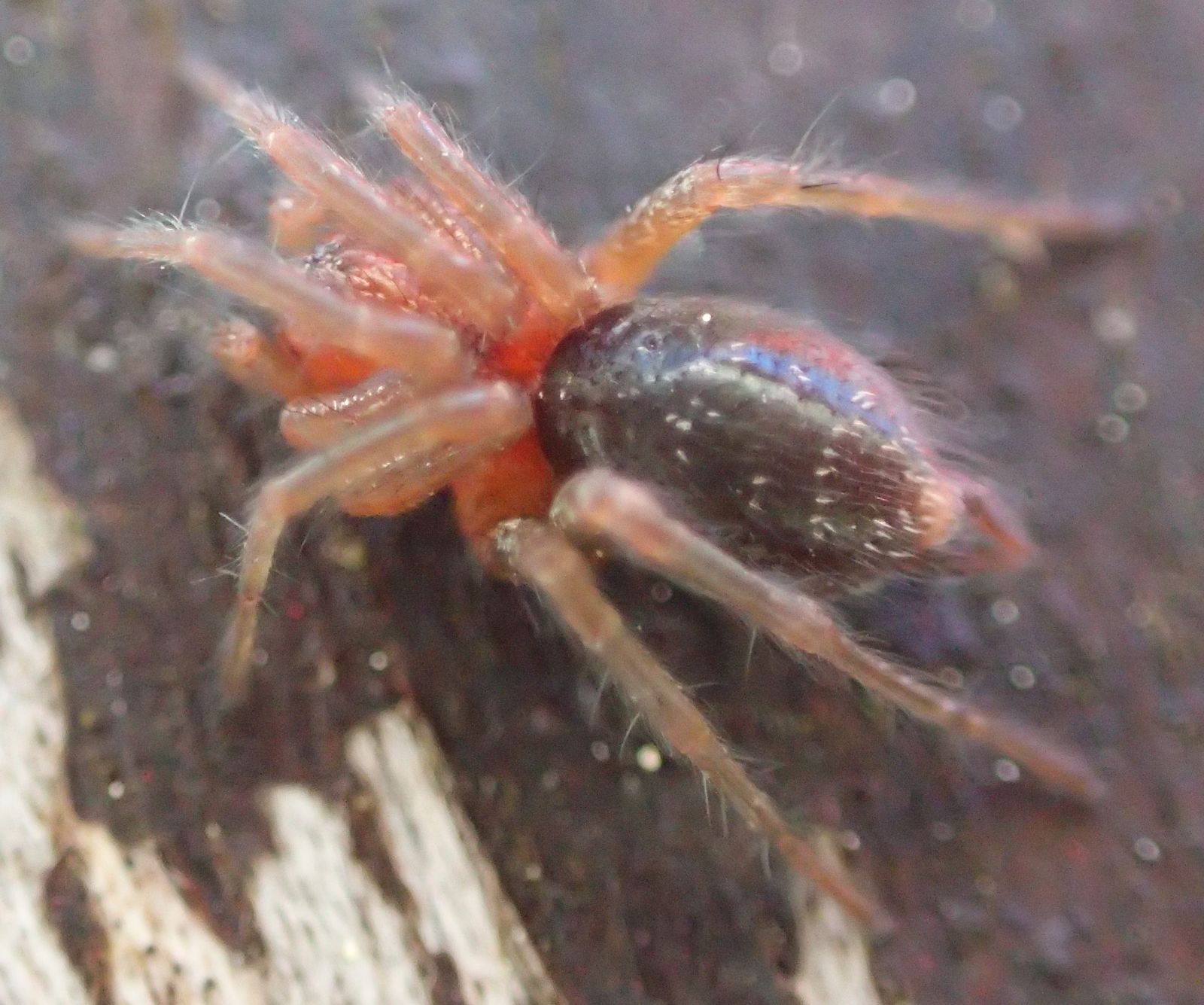
Un individuo molto giovane

Questi ragni sono abbastanza comuni in Europa (in particolare in Europa centrale) e sono tipicamente concentrati nelle aree vicine alle foreste e alla vegetazione bassa, così come nelle praterie secche. La sua diffusione si estende all'Asia centrale e orientale (Mongolia, Cina, Corea, Giappone). 
L'Agelena labyrinthica costruisce ragnatele con superficie a piastra piatta collegate a rifugi a forma di imbuto simili a labirinti, che sono tipicamente costruiti tra erba bassa e vegetazione. Queste ragnatele possono essere a livello del suolo o fino 1,5 metri dal suolo, tuttavia, la maggior parte si trova a circa 50 cm da terra.

## Descrizione
I ragni a imbuto hanno dimensioni che variano in genere da 8–12 millimetri (0,31–0,47 pollici) per i maschi e 10–14 mm (0,39–0,55 in) per le femmine. L'Agelena labyrinthica, tuttavia, ha una lunghezza del corpo fino a 18 mm (0,71 in). L'addome è scuro con una fascia centrale pallida fiancheggiata da segni bianchi a chevron. Il cefalotorace è giallo-marrone e presenta due ampie strisce longitudinali posizionate verso la parte anteriore del ragno.
Comune a tutti i ragni della famiglia Agelenidae, è la prominente coppia di due filiere posteriori segmentate. Tuttavia, in A. labyrinthica queste filiere segmentate sono ulteriormente allungate, con il secondo segmento che è quasi il doppio della lunghezza del segmento basale. Un'altra caratteristica morfologica dell'A. labyrinthica è l'apparato velenifero. Presentando molte somiglianze con la specie Loxosceles intermedia, le ghiandole velenifere di A. labyrinthica sono generalmente costituite da strutture appaiate situate nell'addome del ragno. Queste strutture accoppiate interagiscono con due condotti che conducono alle zanne del ragno. Le ghiandole velenifere di A. labyrinthica sono considerate relativamente grandi e si estendono dai cheliceri fino a raggiungere la metà dell'addome. Le ghiandole velenifere di A. labyrinthica sono inoltre uniche in quanto sono lunghe e tubolari e sono circondate da uno strato di muscoli che circondano le ghiandole.

### Organi di senso
A differenza degli altri ragni della famiglia Agelenidae, l'A. labyrinthica, ha un insieme di almeno quattro tricobotri sulla parte superiore del tarso del primo paio di zampe. A. labyrinthica ha circa 25 tricobotri per gamba che cammina. Questi peli aiutano il ragno a individuare la preda che è stata catturata nella sua ragnatela, o anche una preda che è abbastanza vicina da causare vibrazioni nella sua ragnatela. I peli dei tricobotri agiscono essenzialmente alla stregua di un sistema sensoriale a lunga distanza che aiuta gli esemplari di A. labyrinthica  a rilevare la preda con grande precisione e velocità.

## Percezione dello spazio
Dovendo spostarsi tra la sua ragnatela a fogli e il suo rifugio a forma di imbuto, l'A. labyrinthica produce segnali di compensazione della deviazione i quali consentono al ragno di orientarsi e muoversi anche nell'oscurità più completa. Utilizzando i suoi occhi per orientarsi rapidamente nella sua ragnatela, l'A. labyrinthica è in grado di rilevare il piano di luce polarizzata presente e di posizionarsi rispetto ad esso per mantenere il suo orientamento. Tuttavia, essendo un ragno che costruisce ragnatele, A. labyrinthica non si affida esclusivamente agli stimoli visivi per il movimento e l'orientamento. A. labyrinthica si affida anche al suo orientamento idiotetico, così come a segnali direzionali come la gravità, per orientarsi ovunque si trovi.

## Riproduzione e ciclo vitale
Tipicamente a metà luglio, A. labyrinthica inizierà il suo periodo di accoppiamento. Utilizzando i suoi pedipalpi, il maschio picchietterà sulla membrana della femmina per pubblicizzarsi come potenziale compagna. Se la femmina è pronta, rimarrà nel suo involucro, dove poi si accoppiano. Intorno al mese di agosto dello stesso anno, la femmina creerà un grande sacco ovarico bianco, contenente circa 50-130 uova, all'interno della camera centrale rimanente della sua ragnatela, sospeso da più fasce di seta che si irradiano. La parete esterna del rifugio può essere mimetizzata con erba e foglie. Durante l'inverno dello stesso anno, i giovani ragni sopravvivono grazie al tuorlo d'uovo immagazzinato nel loro addome e se ne andranno la primavera successiva. La specie A. labyrinthica è simile a quelle specie di ragno che praticano la matrifagia: durante la fase di incubazione, la femmina di A. labyrinthica rimane con le sacche di uova in via di sviluppo, ma se la femmina muore prima che la fase di incubazione sia terminata, il cadavere verrà mangiato dai piccoli alla schiusa.